# Марція (весталка)
Марція (*Marcia, д/н —114 до н. е.) — весталка часів Римської республіки.

## Життєпис
Походила з патриціанського роду Марціїв. Донька Квінта Марція Рекса, претора 144 року до н. е. Дитиною стала весталкою У 115 році до н. е. звинувачена разом з іншими весталками Емілією та Ліцинією в порушенні обітниці цнотливості. Після тривалого процесу була виправдана колегією понтифіків.
Втім у 114 році до н. е. за законом Секста Педуція Луцій Кассій Лонгін Равілла був призначений спеціальним уповноваженим з розгляду її справи. Після розгляду Марція була засуджена до страти — закопано в землю живцем.